# Kögel Trailer
Kögel Trailer GmbH – niemieckie przedsiębiorstwo założone w 1934 roku przez Franza Xavera Kögla, jest jednym z największych europejskich producentów pojazdów użytkowych, m.in. do przyczep i naczep siodłowych.

## Historia

### Początki
1 maja 1934 roku Franz Xaver Kögel przejął zakład kołodziejski swojego mistrza, Georga Schmida, w Neu-Ulm. Franz Xaver Kögel nauczył się rzemiosła w tym małym zakładzie i właśnie uzyskał stopień mistrzowski. Dzięki budowie autostrad zmotoryzowany transport towarów zaczynał się w 1934 roku właśnie rozwijać, a F.X. Kögel, posiadając zakład kołodziejski znajdujący się w bliskim sąsiedztwie kuźni Augusta Weltego, zajmującego się budową podwozi i przyczep, mógł tym samym rozpocząć zorientowaną na przyszłość współpracę. Do podwozi Kögel dostarczał platformy oraz burty i z czasem obaj musieli powiększyć zakłady.

### Rozwój
Dzięki fuzji obu zakładów rzemieślniczych Kögel osiadł w 1956 roku w Donautal, przedmieściu Ulm jako jeden z pierwszych w tej nowo powstałej dzielnicy przemysłowej. Podjęty krok przejścia od warsztatu do zakładu przemysłowego dopełniło rozpoczęcie produkcji w nowych, wielkich halach produkcyjnych w strefie Donautal. Rozpoczęła się przemysłowa produkcja przyczep i nadbudów oraz osiągnięto stabilny wzrost. Równolegle budowano również pojedyncze egzemplarze, np. kabinę z 9 siedzeniami do ciągnika Kaelble 70 kW.

### Przejęcia
W roku 1968 Kögel kupił dodatkowe zakłady produkcyjne w Karlsdorf niedaleko Bruchsal (Kamag), a w roku 1973 zakład Faka-Kannenberg Fahrzeugbau w Bückeburgu pod Hanowerem. Po zjednoczeniu Niemiec doszły zakłady Fahrzeugwerk Werdau i. S., a w 1993 roku Kögel przejął również zarzuconą budowę przyczep zakładów Kässbohrer Fahrzeugwerke w Burtenbach. Spółka posiadała również udziały w Orličanie w Chocni w Czechosłowacji 1991 roku, które później przejęła całkowicie i uczyniła zakładem dostarczającym części, aż do założenia w Czechach Kögel a.s. w 1996 roku. Kamag, spółka córka Kögla (od 1969 roku również Ulm), zajmuje się budową kombinacji pojazdów do ładunków ciężkich i pojazdów samojezdnych do 10 000 ton. Następnie założono dwie spółki joint venture w Chińskiej Republice Ludowej.

### Kögel Fahrzeugwerke AG i Kögel Fahrzeugwerke GmbH
Jako pierwsze i jedyne przedsiębiorstwo w przemyśle budowy przyczep i nadbudów Kögel założył w 1991 roku spółkę akcyjną. W 2000 roku przekazano 25 mln € na inwestycje w zakład Burtenbach. Dzięki szeroko zakrojonym inwestycjom zakład Burtenbach stał się najnowocześniejszym zakładem produkcji przyczep w Europie. Kögel Fahrzeugwerke AG w Ulm złożyła w styczniu 2004 roku wniosek o wszczęcie postępowania upadłościowego. Objęło ono 1186 pracowników.
W roku 2004 nastąpiło przejęcie przez Trailer Holding GmbH z Monachium, związane z powołaniem do życia Kögel Fahrzeugwerke GmbH, a Burtenbach stało się nową siedzibą przedsiębiorstwa. Kögel jest w Europie jednym z największych producentów pojazdów użytkowych i oferuje przy swoim podstawowym produkcie, naczepie siodłowej, największy wybór i elastyczność na rynku pojazdów użytkowych.
W 2006 roku przedsiębiorstwo wyprodukowało około 12 000 pojazdów, z których ponad dwie trzecie zostało wysłanych do innych krajów europejskich. Około 1000 pracowników w kraju i za granicą wypracowało przy tym obroty w wysokości ponad 275 mln euro.
W roku 2006 Kögel wprowadził marki Kögel MAXX, Kögel foxx i Kögel Phoenix. Marka Kögel przejęła funkcję marki parasolowej.
Podczas gdy marka Kögel MAXX obejmowała dotychczasową linię produktów, które są sprzedawane jako marka główna przy wykwalifikowanym zbycie i indywidualnym doradztwie, Kögel foxx stawia jako pierwsza marka pojazdów użytkowych na sprzedaż produktu wyłącznie za pośrednictwem internetu.
Marka Kögel Phoenixx wprowadza na rynek produkty innowacyjne, jak np. pierwsza naczepa siodłowa z konstrukcją skrzyniową z tworzywa sztucznego wzmocnionego włóknem węglowym.
Z „Kögel Big-MAXX” (od 2010 roku nosi nazwę Kögel Euro Trailer) Kögel miał w 2005 roku wkład w zwiększenie wolumenu transportu w przyszłości. W przypadku Kögel Euro Trailer chodzi o naczepę siodłową przedłużoną o 1,30 m, która może dzięki temu pomieścić 3 dodatkowe europalety. Od końca 2005 roku 300 tych pojazdów ze specjalnym pozwoleniem jeździ w całych Niemczech dla różnych przedsiębiorstw spedycyjnych. Ekspertyza prof. Henninga Wallentowitza z ika Aachen (Institut für Kraftfahrzeuge RWTH Aachen) potwierdza, że przedłużona naczepa doskonale sprawdza się w zastosowaniach praktycznych. Dla ostatecznego dopuszczenia tych naczep konieczna jest zmiana wymiarów długości pojazdów ciężarowych w Europie.
Z powodu nagłego załamania obrotów Kögel musiał zmniejszyć wielkość produkcji i zwolnić w lipcu 2008 roku 120 pracowników tymczasowych i 81 pracowników zatrudnionych na czas określony. Kögel zatrudnia po tych zwolnieniach jeszcze około 1360 pracowników w kraju i za granicą.

### Kögel Trailer GmbH
Mimo że Kögel wybrano jeszcze w 2008 roku turnarounderem roku i najlepszą marką przyczep, od czasu wybuchu kryzysu finansowego we wrześniu 2008 roku przedsiębiorstwo odnotowało, jak i cała branża przyczep, spadek popytu sięgający nawet 90%. Po tym jak do połowy 2008 roku produkowano jeszcze ok. 24 000 przyczep rocznie, Kögel walczył w 2009 roku z popytem na poziomie zaledwie 2000 pojazdów. Dnia 3 sierpnia 2009 roku spółka Kögel Fahrzeugwerke GmbH w Burtenbach musiała złożyć wniosek o ogłoszenie upadłości. Dnia 30 października 2009 roku wszczęto postępowanie upadłościowe.
Kögel został przejęty pod koniec 2009 roku przez konkurencję, spółkę Humbaur z Gersthofen, która prowadzi strategię dwóch marek, a tym samym zapewnia samodzielność marki Kögel, którą zarządza w ramach nowo utworzonej Kögel Trailer GmbH & Co. KG.
Po intensywnych negocjacjach osiadły w regionie Augsburga przedsiębiorca, Ulrich Humbaur, jako nowy właściciel Kögel ustalił z byłymi wspólnikami, że nieruchomości zostaną w całości sprzedane spółce Humbaur. W ten sposób zyskano gwarancję, że Burtenbach pozostanie długofalowo miejscem produkcji Kögla. Obie lokalizacje produkcji w Burtenbach i Chocen (CZ) znajdują się w posiadaniu Ulricha Humbaura.

### Kögel odradza się na nowo
Na IAA we wrześniu 2010 roku na największym stoisku spośród producentów przyczep Kögel zaprezentował nowe pojazdy dla spedycji i sektora budowlanego. Wystawiono Containerchassis Port 40 multiplex – podwozie saniowe. Pokazano również Euro Trailer Cool, która oferuje spedytorom towarów chłodzonych nadbudowę o długości zwiększonej o 1,3 m. Kögel oferuje dzięki swoim pojazdom skrzyniowym Cargo drugiej generacji optymalne przyczepy dla wielu zastosowań. Przedstawiono także wariant przyczepy objętościowej Kögel Mega z osią centralną, która jest w Kögel nowością. Wśród produktów dla transportu chłodniczego zaprezentowano zmodyfikowany i rozbudowany „Kögel Cool Rail” dla transportu szynowego. W sektorze budowlanym, w którym ta marka jest znana już od dawna, Kögel oferuje przyczepę niskopodwoziową w wariancie z wózkiem skrętnym lub siodłowym. Łącznie ponad 1000 zamówień to dowód, że produkty znanej od dawna marki cieszą się zainteresowaniem.
Nowe produkty Kögla zostały wsparte przez promocję. Graficzny obraz marki został na nowo opracowany i rozwinięty. Pojawiły się aktualności na stronie internetowej i w sloganach marki. Od końca września 2010 roku istnieje nowa strona internetowa Kögel z uwidocznieniem nowego systemu nazw produktów i nowości Kögel ze sloganem reklamowym „duży może więcej”.